# Widawa (Wrocław)

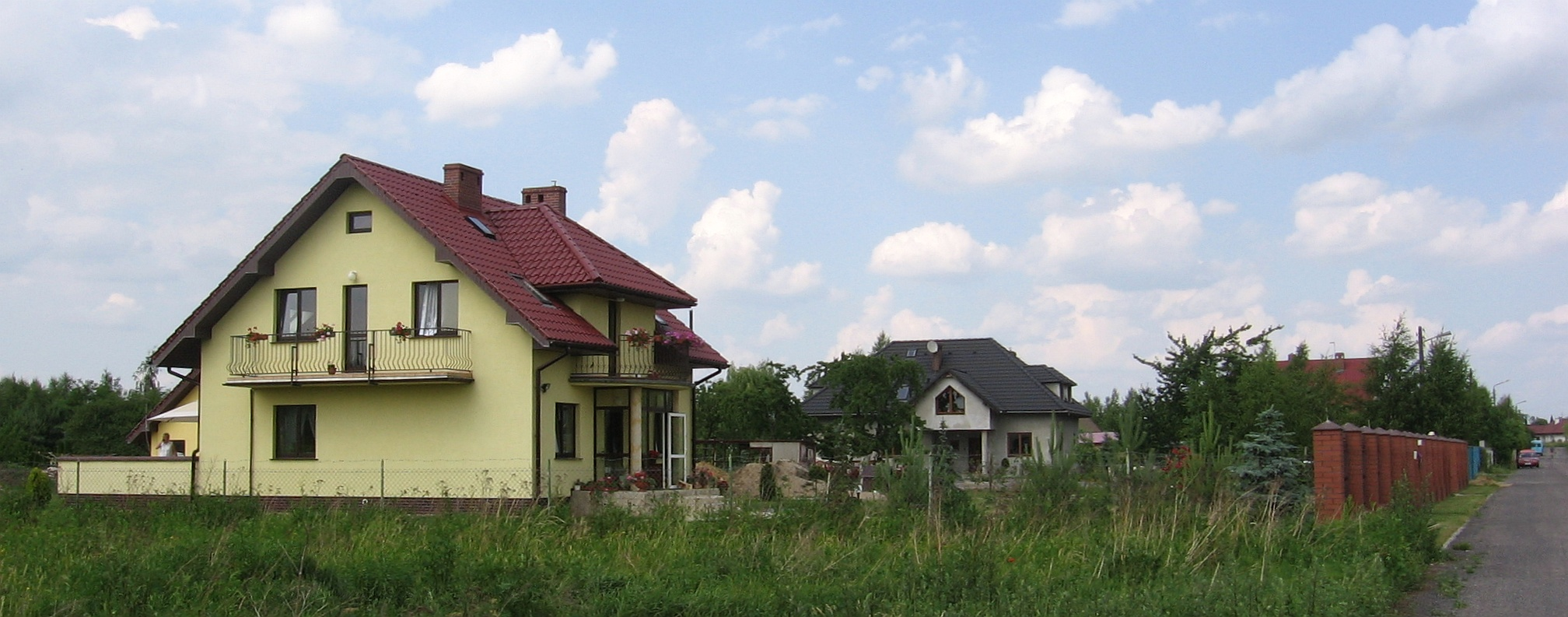
Domy przy ul. Strażackiej

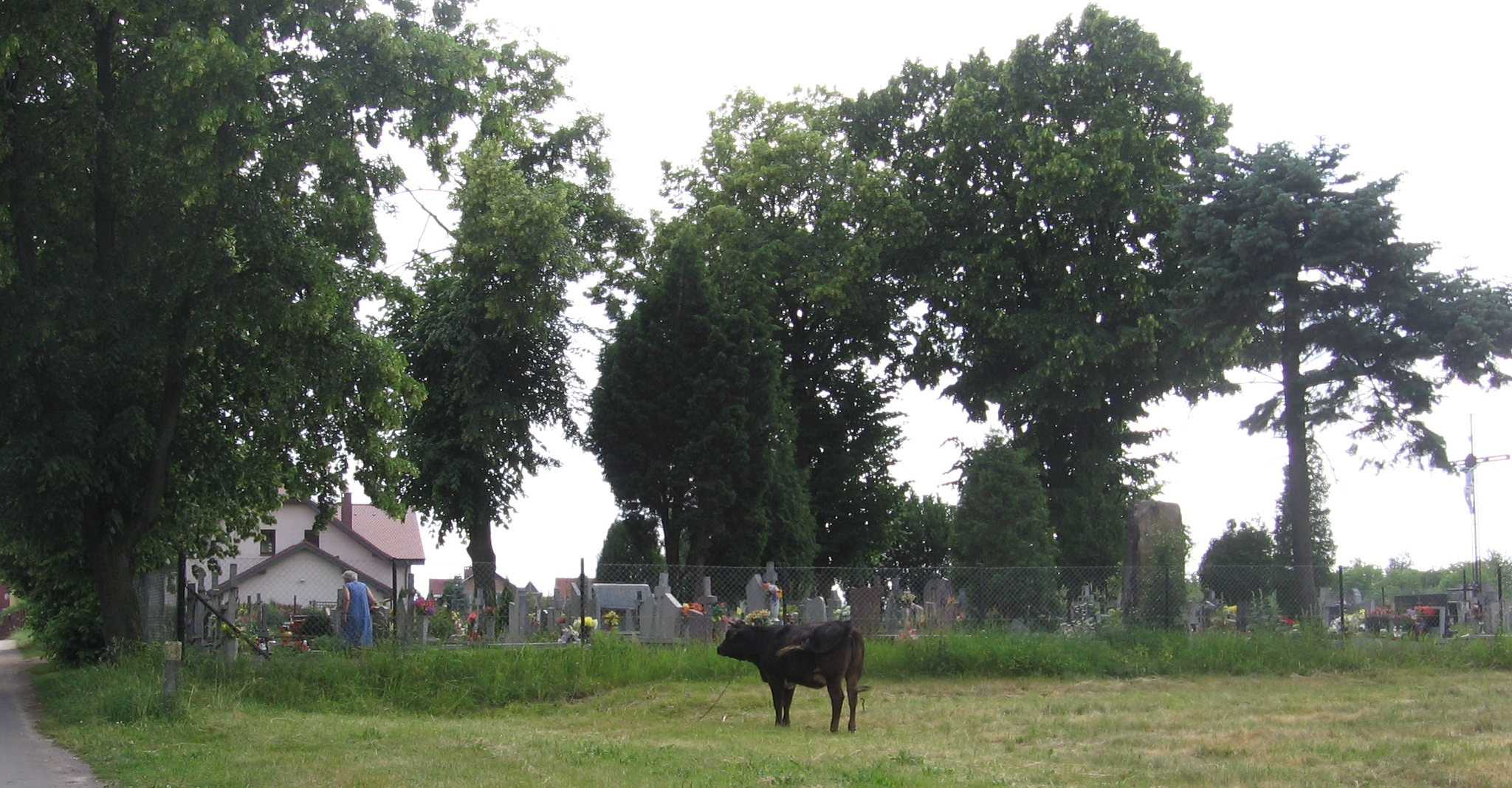
Cmentarz na terenie osiedla

Widawa (niem. Weide) – osiedle administracyjne Wrocławia utworzone na terenie byłej dzielnicy Psie Pole, położone nad rzeką Widawą.

## Nazwa
Miejscowość została wymieniona w zlatynizowanej formie Widav w łacińskim dokumencie wydanym 10 sierpnia 1201 roku przez kancelarię papieża Innocentego III w Segni. W dokumencie z 1202 roku wydanym przez księcia wrocławskiego Henryka I Brodatego wymieniona jest w zlatynizowanej formie Vidava. W spisanym po łacinie dokumencie średniowiecznym wydanym we Wrocławiu w 1266 roku, który sygnował książę śląski Henryk III Biały miejscowość wymieniona jest w formie Widawa. 16 grudnia 1946 roku urzędowo wprowadzono polską nazwę Widawa.

## Historia osiedla
Najstarsza znana wzmianka o Widawie pochodzi z bulli papieża Celestyna III z 8 kwietnia 1193 roku. Widawa powstała z połączenia dwóch sąsiednich miejscowości: Widawy, ciągnącej się wzdłuż traktu w stronę Trzebnicy oraz dawnego majątku ziemskiego – Pracz nad Widawą. Przez następne trzysta lat należąca z przerwami do dóbr rycerskich osada rozwijała się w cieniu Wrocławia.
W 1257 roku Henryk III Biały zgodził się aby rycerze: Idzi Jucha i jego brat Bogusław zlecili swojemu sołtysowi Albertowi, przeniesienie ich dóbr Widawa na prawo średzkie. Świadkami na dokumencie  byli: przeor Franciszkanów Franczko, Syfrid, komes Paweł oraz kupiec Ramwold.
W 1344 r. zapadła decyzja o budowie kościoła parafialnego. Wcześniej Widawa należała do parafii w Ołbinie. Fundatorem kościoła był właściciel miejscowości, rycerz Henryk Cal, którego herb do dziś pozostaje herbem Widawy. Budowa kościoła trwała ok. 4 lata. Widawa posiadała młyn i karczmę oraz 20 łanów pola.
W 1552 r. dotarła do Widawy rewolucja protestancka. Wtedy to na polecenie właściciela majątku w kościele odbyło się pierwsze nabożeństwo luterańskie. Kolejne lata przyniosły znaczne rozszerzenie luteranizmu, co potwierdza fakt poświęcenia w 1604 r. przez pastora z Widawy nowej świątyni w Psarach. Kościół w Widawie zwrócony katolikom ulegał dewastacji z powodu braku wiernych. W 1706 r. przeprowadzono spis ludności, który wykazał:
- katolików: 17 osób,
- protestantów: 622 osoby,
- konwertytów: 2 osoby
- apostatów: 2 osoby.

W latach 1749–1777 miały miejsce trzecia przebudowa i remont kościoła, wykonane przez Franza Andreasa hrabiego von Sierstorpffa, ówczesnego właściciela majątku ziemskiego w Widawie. W latach 1777–1781 w miejscowości działały 2 szkoły: protestancka i katolicka. W 1798 r. miała miejsce czwarta przebudowa kościoła, którą wykonał wrocławski kupiec Steyer, właściciel Widawy od 1794 roku. W następnych latach stopniowo zwiększała się liczba ludności o wyznaniu katolickim i w 1897 r. parafia św. Anny, obejmująca takie miejscowości jak Widawa, Osobowice, Polanowice, Poświętne liczyła 1167 wiernych.
Na podstawie spisu mieszkańców dokonanego w 1912 roku, można stwierdzić, że łącznie w wymienionych wyżej miejscowościach żyło: 119 ewangelików i 814 katolików. W latach 1918–1922 na skutek reorganizacji struktury administracyjnej i kościelnej Widawa stała się gminą obejmującą Widawę, Psary, Krzyżanowice, Polanowice i Poświętne. Lata te to okres uruchomienia kolei wąskotorowej, popularnego w Prusach środka transportu na bliskie odległości. Linia biegnąca przez Widawę to Wąskotorowa Kolejka Wrocławsko-Trzebnicko-Prusicka. Dalszymi liniami można było dotrzeć do Żmigrodu i Milicza, a jednym z jej odgałęzień była linia do ówczesnego majątku ziemskiego Szymanów.
Wiek XX to czas osiedlania się na obszarze Widawy katolickich zakonów żeńskich. 5 maja 1917 roku, za aprobatą miejscowego proboszcza, Hermana Bannerta, powstała placówka sióstr boromeuszek, prowadzących szpital św. Jerzego we Wrocławiu (dzisiejszy szpital im. Rydygiera). W 1917 r. siostra Longina Nowak, przełożona zakonu, zakupiła gospodarstwo rolne w Widawie, w celu zaopatrzenia szpitala w żywność. Lata 1919–1930 to okres osiedlenia się w Widawie sióstr szkolnych de Notre Dame, których przełożona prowincji śląskiej, Maria Anuncjata Opic, nabyła widawski majątek ziemski. Okres dwudziestolecia międzywojennego zaznaczył się uruchomieniem zasilania Widawy w energię elektryczną, a także kablowej łączności telefonicznej.

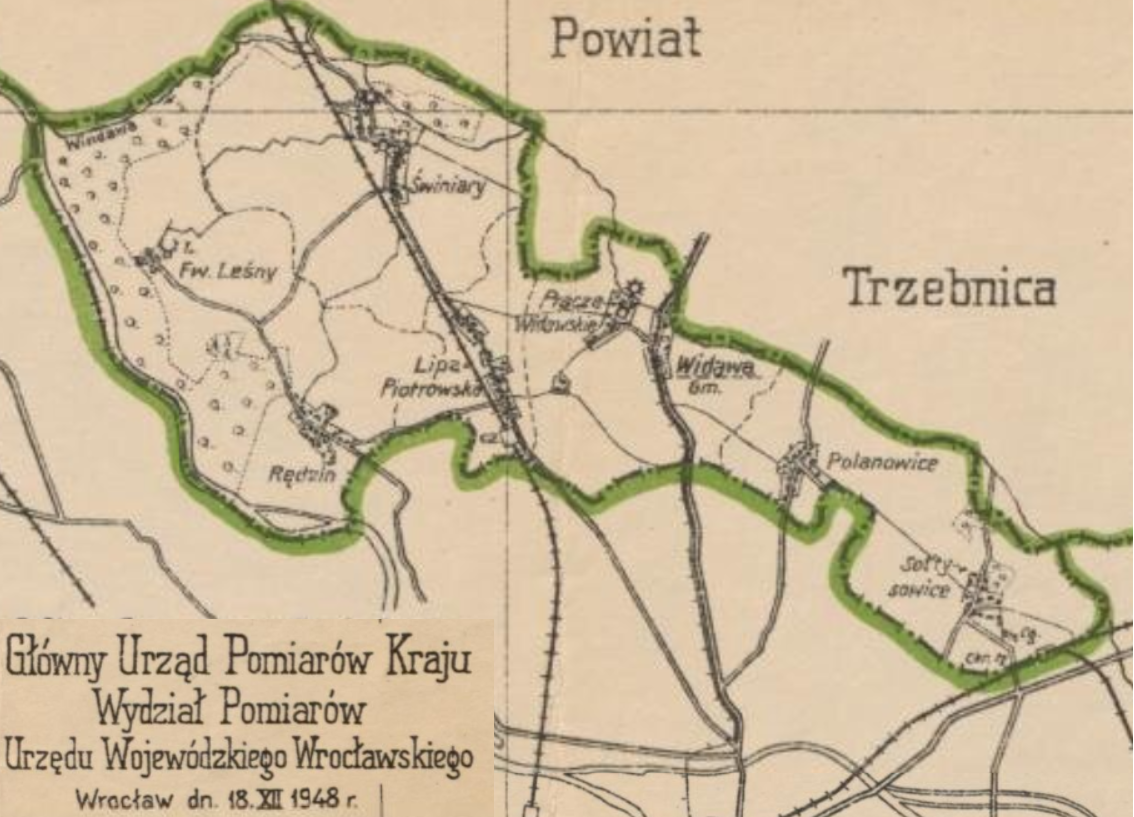
obszar nieistniejącej Gminy Widawa - 1945-1954

Rozwijającą się osadę oszczędziły bezpośrednie działania wojenne u schyłku II wojny światowej, w czasie oblężenia miasta Wrocławia. Po wojnie ludność pochodzenia niemieckiego, na skutek postanowień jałtańskich, musiała opuścić swoje miejsca zamieszkania. Przemarsz wojsk radzieckich oraz ich zakwaterowanie spowodował duże zniszczenia oraz spalenie majątku ziemskiego, który był w posiadaniu sióstr de Notre Dame. W latach 1945–1946 w opuszczonej miejscowości osiedlała się ludność deportowana z obszarów wschodnich oraz z innych regionów Polski. W latach 1945–1954 Widawa była siedzibą gminy Widawa (urząd gminy mieścił się przy dzisiejszej ul. Księgarskiej 37). W Widawie istniał posterunek milicji, oraz siedziba Gminnej Spółdzielni z placówką handlową przy dzisiejszej ul. Sułowskiej, poczta oraz ośrodek zdrowia. Czynna była również restauracja przy ul. Sułowskiej. Z organizacji społecznych istniały: Ochotnicza Straż Pożarna i koło gospodyń wiejskich. W 1973 r. miejscowość została przyłączona do Wrocławia.
Dla potrzeb administracyjnych osiedle Widawa traktowane jest wspólnie z sąsiadującym mniejszym osiedlem Pracze Widawskie; oba osiedla mają wspólnie ok. 1,5 tys. mieszkańców.

## Zabytki
Do wojewódzkiego rejestru zabytków wpisany jest:
- kościół pw. św. Anny, ul. Zduńska 8, z 1384 r., ok. 1600 r., XVIII w.

## Szlaki turystyczne
- Szlak dookoła Wrocławia im. doktora Bronisława Turonia
- Szlak rowerowy Wrocław – Oborniki Śląskie[11]

## Sport
Mieszkańcy Widawy w 1948 roku powołali zespół sportowy LZS Widawa. Pierwszy piłkarski mecz (porażka 12:1) zawodnicy Widawy rozegrali w 1951 roku z nieistniejącym obecnie klubem - Cukrownia Sułkowice. Piłka nożna nie była tylko jedyną uprawianą dyscypliną sportu, dodatkowo istniały następujące sekcję: lekkoatletyka, podnoszenie ciężarów, boks oraz kolarstwo. Współcześnie LZS-u Widawa już nie ma, natomiast na osiedlu działa Klub Sportowy Tomtex Widawa Wrocław. Założona w 2011 roku sekcja piłki nożnej rozpoczęła rozgrywki od "C klasy". W 2012 roku awansowała do wyższej klasy rozgrywkowej. W jej składzie występują głównie mieszkańcy osiedla i pobliskich wiosek. Boisko znajduje się przy ulicy Kominiarskiej 68. W sezonie 2021/2022 drużyna z Widawy wywalczyła awans do   A-Klasy, nie przegrywając żadnego meczu w swojej grupie.

## Komunikacja miejska
Przez osiedle kursują autobusy linii:
- 108 (Dworzec Nadodrze – Pracze Widawskie)
- 908 (Dworzec Nadodrze – Psary)